# Fuel dumping

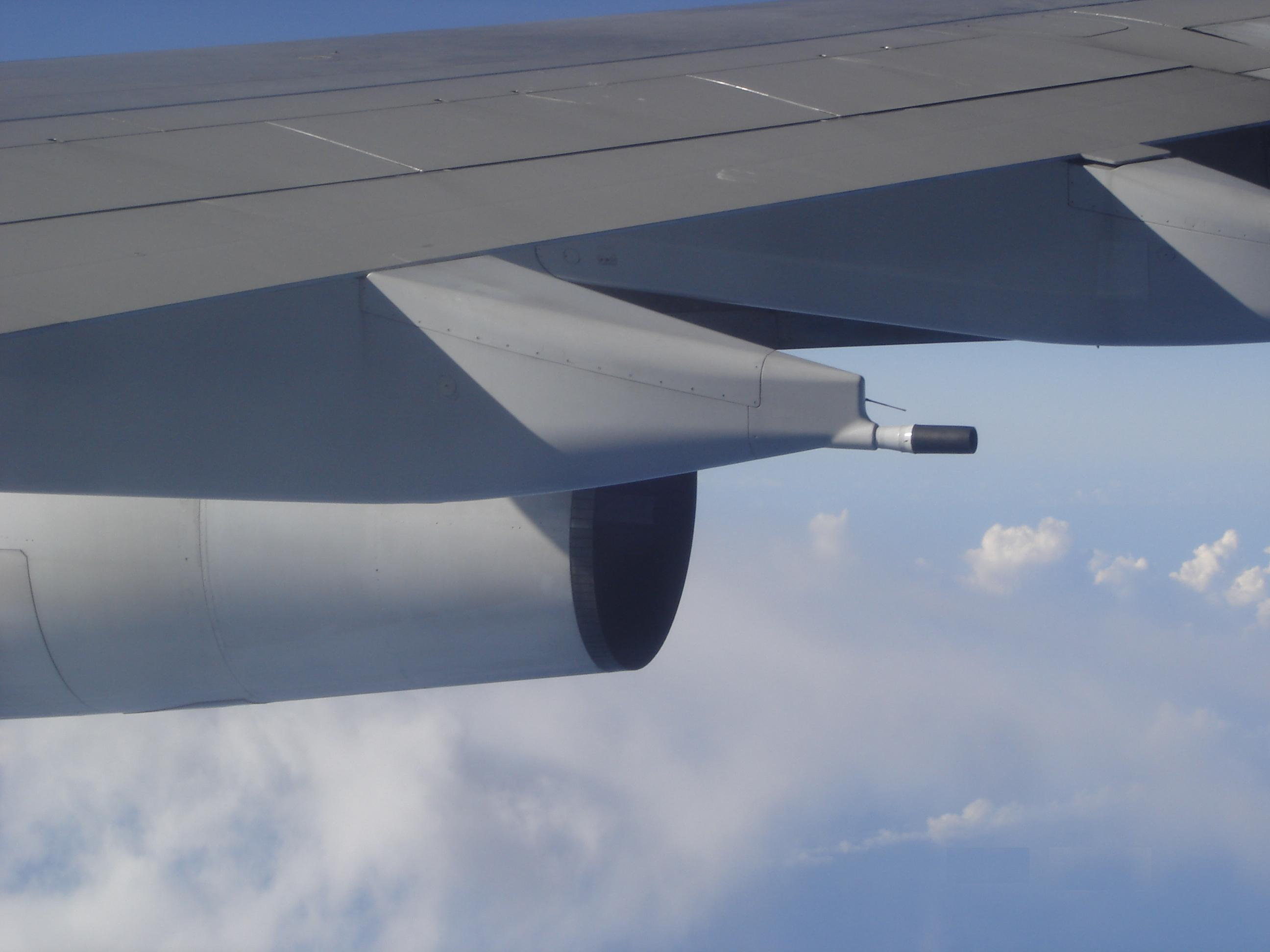
Ugello per il rilascio del combustibile di un Airbus A340

Il fuel dumping (in italiano discarica del carburante), detto anche fuel jettisoning, è una manovra d'emergenza con la quale un aeroplano, in caso di necessità, può scaricare nell'atmosfera il combustibile in eccesso prima di effettuare un atterraggio. La manovra non viene effettuata in condizioni ordinarie e viene utilizzata esclusivamente in situazioni di reale pericolo o strategico in ambito militare.

## Utilizzo

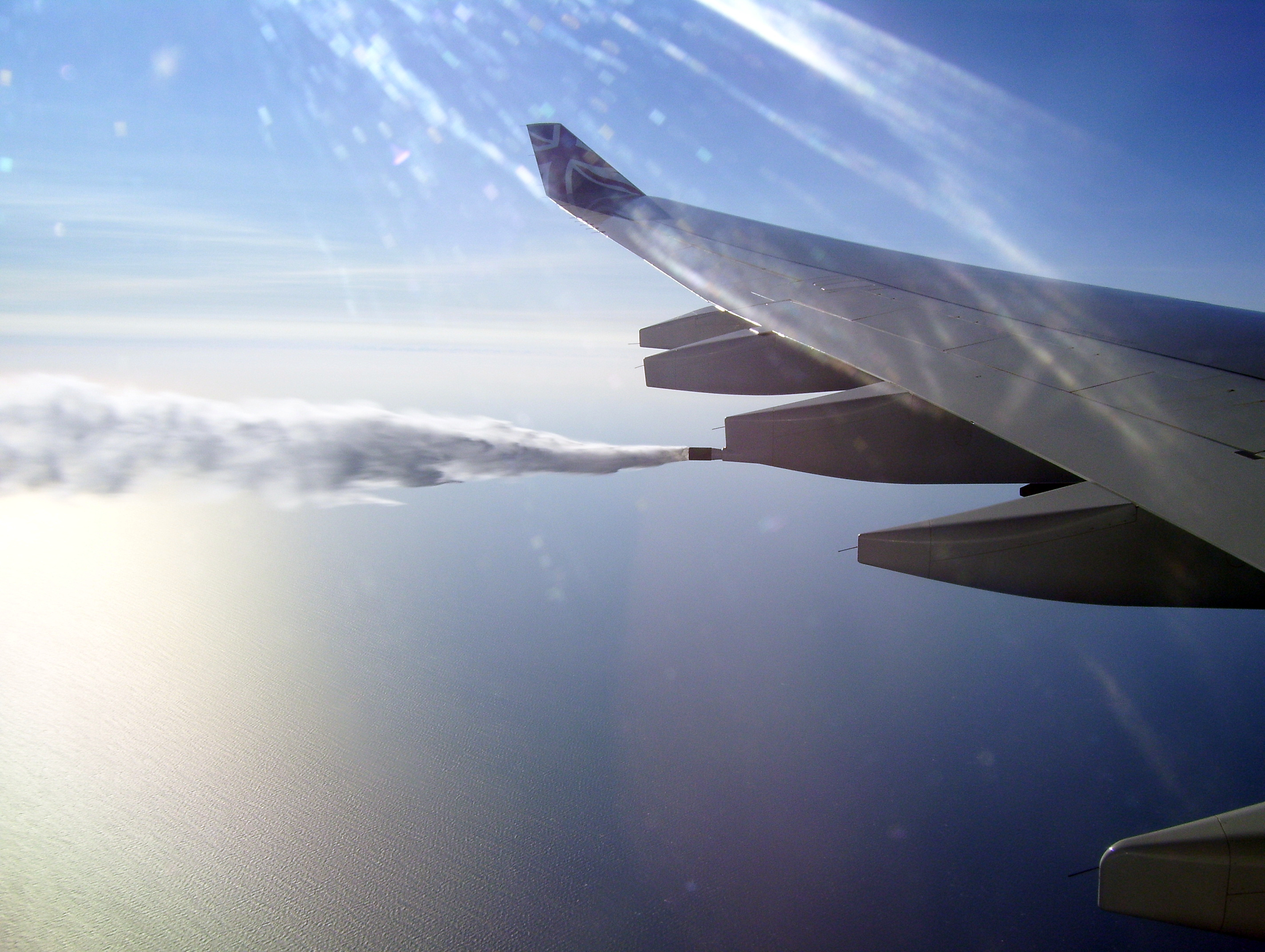
Airbus A340 che effettua il fuel dumping

In genere il fuel dumping è effettuato o nel caso in cui l'aereo debba ritornare a terra immediatamente dopo il decollo a causa di un inconveniente che non permette di proseguire il volo, oppure dovendo atterrare in un aeroporto alternativo a causa di un inconveniente tale da impedire il raggiungimento della destinazione pianificata che si è verificato durante la crociera. Quando un aereo deve tornare a terra prima di quando previsto dal regolare piano di volo, infatti, i serbatoi del combustibile hanno un livello di riempimento superiore a quello previsto all'atterraggio, quindi il peso del velivolo potrebbe superare quello massimo consentito per atterrare, condizione che può causare il cedimento dei carrelli e altri danni strutturali, ed espellere il carburante consente di alleggerire l'apparecchio. La manovra è effettuata anche per ridurre al minimo i danni derivanti da un possibile incendio nel caso di un atterraggio disastroso, in cui vengano compromesse la manovrabilità dell'aeromobile o l'operatività dei carrelli o di altri controlli necessari ad un regolare atterraggio, come gli inversori di spinta o i diruttori.

## Applicazione
In genere gli aeroplani attrezzati per il fuel dumping sono di grandi dimensioni, mentre quelli di piccole e medie dimensioni, nei quali il peso massimo al decollo non differisce eccessivamente dal peso massimo all'atterraggio, non vengono dotati di un sistema di questo tipo. A partire dagli anni sessanta tutti gli aeroplani il cui peso massimo al decollo differisce per più del 5% da quello all'atterraggio devono essere dotati, secondo la vigente normativa rilasciata dal FAA, di un sistema per il rilascio del combustibile in volo.

## Scarico e combustione

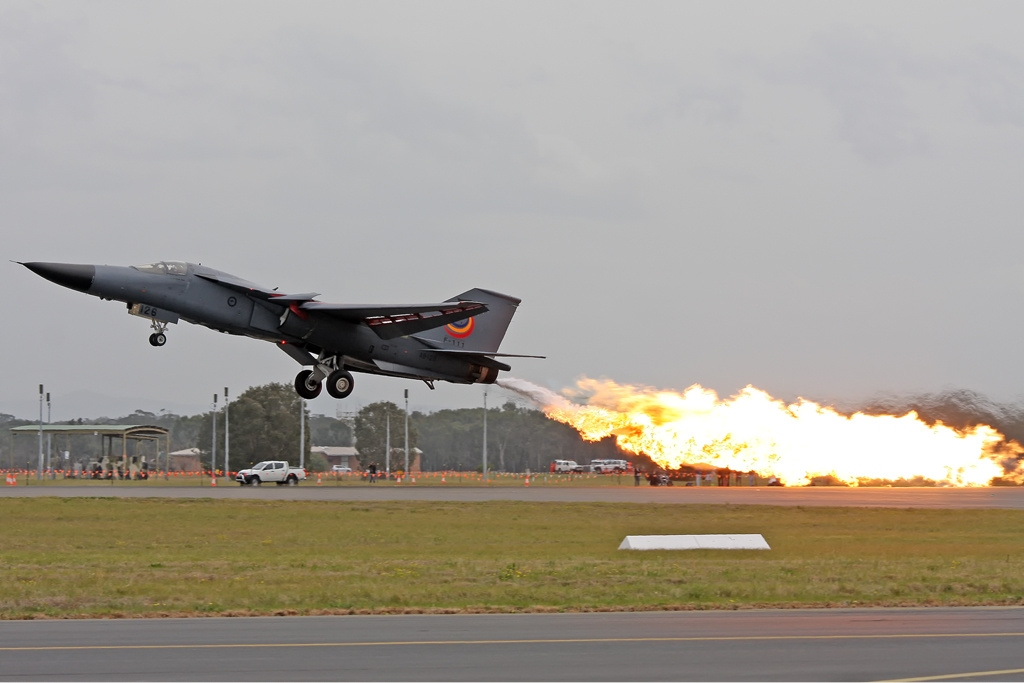
F-111 che effettua il fuel dumping and burn

Tale sistema viene utilizzato per intrattenimento nelle esibizioni acrobatiche; venne utilizzato, ad esempio, alla chiusura delle olimpiadi estive australiane del 2000 e fino al 2010 per il gran premio d'Australia.

## Jettisoning
Inglesismo che si può tradurre con gettare a mare, è un termine in uso in aeronautica militare che si riferisce alla pratica di scaricare in mare gli armamenti da caduta non utilizzati di ritorno dalle missioni, allo scopo di evitare il rischio di esplosioni durante l'appontaggio.